# Eiler Hagerup (præst)
 Der er flere personer med dette navn, se Eiler Hagerup.
Eiler Hagerup (27. juli 1766 i Skjerstad - 1. januar 1826 i Orkdal) var en norsk præst og forfatter.

## Liv og gerning
Han var søn af stiftsprovst Christian Frederik Hagerup (d. 1797). Han blev student fra Throndhjems Skole 1784, tog attestats 1787, blev 1789 kateket for Bremerholms menighed og 1792 af magistraten beskikket til prædikant for det Harboeske Enkekloster, 1793 residerende kapellan til Værdalen, 1808 sognepræst til Avre i Throndhjems Stift. 

### Historieforsker
Han syslede med Norges gamle historie, leverede en afhandling om landets ældste befolkningsforhold, der er fantasifuld og uden historisk værd, men røber som hans folkebøger om Olaf den Hellige (1805) og Hakon Adelsten (1811) adskillig læsning i Schønings og Suhms værker. Ved behandlingen af Olaf den Hellige kommer hans rationalisme stærkt for dagen, og som en repræsentant for denne retning har han også leveret nogle taler og betragtninger i Fallesens Maanedsskrift. På en vis måde har han fået kirkehistorisk betydning, da han blev den første, som i et brev fra 1802 (Fallesens Maanedsskrift, januar 1803) bragte den danske almenhed nogen kundskab om H.N. Hauge og den ved ham vakte bevægelse. Han omtalte her den i en haugiansk kreds den 23. januar 1802 forefaldne mordgerning, og da han i et senere brev leverede dommen over de skyldige, har han visselig ikke været uden medvirkning til de strenge forholdsregler, der bleve tagne mod Hauge.

### Fradømt sit embede
I 1814 blev han af 7 mænd i sin menighed anklaget for usædeligt forhold og ulovlig fremgangsmaade i sit embede, blev i 1817 suspenderet, i 1821 af Højesteret dømt fra embedet og døde i Orkdal den 1. januar 1826.